# ミズタマヤッコ
ミズタマヤッコ（水玉奴、学名：Genicanthus takeuchii）は、スズキ目キンチャクダイ科タテジマヤッコ属に分類される魚類の一種。種小名は、本種を発見した武内宏司への献名である。

## 形態
- オスの全長は25cm、メスの全長は22cm[3]。
- 幼魚はカメの甲羅のような模様である[4]。
- メスはまだら模様になる[4]。
- オスは体側に数本の縦縞、背鰭と臀鰭に水玉模様ができる[4]。

## 生態
プランクトンを主に食べるとされる。
水深25-60mのサンゴ礁に生息する。
タテジマヤッコ属の他の魚と同様、本種も一夫多妻制で、成長すると一部がメスからオスへ性転換する。トサヤッコと交雑することがある。

## 分布
南鳥島、小笠原諸島。日本固有種とされるが、マリアナ諸島のファラリョン・デ・パハロス島でも発見されている。